# Fiera di Senigallia (Senigallia)
Quando si parla dell'antica e famosa "Fiera di Senigallia" si intende il convegno commerciale che si svolgeva a Senigallia in età moderna con il nome di Fiera della Maddalena, nei giorni attorno alla festa di Santa Maria Maddalena (22 Luglio). La durata della Fiera della Maddalena di Senigallia varia nel corso del tempo, seguendo un calendario che prevede pochi giorni (1-3) nel periodo delle origini, fino ad arrivare a 40 giorni nel Settecento, quando la fiera raggiunge il suo apice. Questa fiera non va confusa con quella che si svolge ancora oggi nella città adriatica e intitolata invece a Sant'Agostino, nei giorni attorno alla festa del Santo (28 agosto). La Fiera della Maddalena e la Fiera di Sant'Agostino a Senigallia sono infatti due fiere distinte, che venivano celebrate parallelamente già in età moderna, ognuna con un proprio calendario.

## Storia
Si può datare la storia della Fiera di Senigallia prendendo come riferimento le date di attestazione della sua franchigia, l'elemento che ne regola lo svolgimento segnando il giorno di inizio e quello di fine degli scambi commerciali. Per la fiera della Maddalena di Senigallia, la prima attestazione della franchigia risale al 1458, mentre l'ultima è quella del 1869, quando la secolare franchigia viene abolita dal governo unitario italiano. La Fiera di Senigallia esisteva sicuramente prima del 1458: ad esempio nei Codici Malatestiani conservati presso l'Archivio di Stato di Fano è presente un riferimento indiretto che ne attesta l'esistenza già nel 1408. Tuttavia, la prima attestazione documentata dell'esistenza della franchigia di fiera per Senigallia è quella del 1458, come ricostruito da Roberto Marcucci. La storia della Fiera di Senigallia abbraccia tutta l'età moderna, cominciando sul finire del Medioevo, quando Senigallia era governata dai Malatesta, continuando sotto i Della Rovere e raggiungendo il suo massimo sviluppo nel corso del Settecento, quando la città fa parte dello Stato della Chiesa. La storia della fiera si conclude nell'Ottocento avanzato, quando Senigallia è passata da poco sotto il Regno d'Italia.

### Origini
L'origine della Fiera di Senigallia è analoga a quella di altre fiere europee ed è legata al culto di Santa Maria Maddalena, festa che a Senigallia veniva celebrata con solennità. L'afflusso di pellegrini nel giorno della festa religiosa (22 luglio) spinge qualche mercante a sfruttare l'evento per esporre le proprie merci, fino a che il convegno viene istituzionalizzato con la creazione della franchigia di fiera. 
Nel corso del Settecento e soprattutto dell'Ottocento, la storiografia ha utilizzato e formalizzato la cosiddetta "Leggenda del Conte Sergio" per cercare di nobilitare le origini della Fiera e accrescerne il prestigio. La leggenda, inizialmente riportata dagli studi settecenteschi con le dovute cautele, nelle prime versioni collocherebbe la nascita della fiera nel Trecento; nel corso dell'Ottocento, invece, la leggenda viene ripetuta acriticamente e vengono aggiunti dei particolari per renderla più verosimile, arrivando a collocare la nascita della fiera in un anno preciso, il 1200. In base a questa versione ottocentesca della leggenda, un conte della città di Senigallia di nome Sergio, avrebbe sposato la figlia del principe di Marsiglia, la quale avrebbe portato a Senigallia le reliquie di Santa Maria Maddalena e da qui sarebbe sorta la chiesa e la fiera. 
All'inizio del Novecento Roberto Marcucci, il più importante storico della fiera di Senigallia, ha sottoposto a critica storica la "Leggenda del Conte Sergio", ricostruendone filologicamente le diverse versioni che la storiografia precedente aveva elaborato. Marcucci dimostra che quella del conte Sergio è una leggenda che non trova riscontro nella documentazione disponibile e ricostruisce l'origine della fiera attraverso la ricerca storica su fonti d'archivio, determinando le prime date di attestazione certa del convegno commerciale (1408 e 1458).
Nel periodo delle origini, tra Quattrocento e Cinquecento, la Fiera di Senigallia è di modeste dimensioni. Il bacino di riferimento della fiera in questo periodo è circoscritto all'area regionale del Ducato d'Urbino e delle aree limitrofe.
Nel Seicento si colloca l'inizio della forte ascesa della Fiera della Maddalena di Senigallia, legata alla Devoluzione del Ducato di Urbino allo Stato della Chiesa (1631), quando Francesco Maria II Della Rovere muore senza lasciare eredi. L'orizzonte geografico della fiera viene così ad ampliarsi e il territorio che rifornisce la fiera in questo secolo viene a coincidere con quello dello Stato della Chiesa, comprendendo buona parte dell'Italia centrale. Alla fine del secolo, l'area interessata alla fiera coincide con tutto l'Adriatico. Alla crescita della fiera di Senigallia nel XVII secolo contribuisce anche la decadenza progressiva dei principali centri commerciali vicini: Ancona e Recanati. 

### Settecento
Il Settecento rappresenta il secolo d'oro della Fiera di Senigallia, durante il quale essa raggiunge l'apice del proprio sviluppo. Si tratta di un successo anomalo, perché si colloca in un periodo nel quale le grandi fiere hanno ormai perso il loro ruolo economico in Europa occidentale, sostituite da reti di scambio più stabili e regolari. Gli storici hanno interpretato quest'anomalia come il risultato di diversi elementi, ad esempio l'arretratezza dello Stato della Chiesa e le contraddizioni economico-sociali al suo interno, la massiccia partecipazione di commercianti provenienti dal Mediterraneo orientale (i cosiddetti levantini) e la complementarità tra l'economia levantina della fiera con quella di Ancona, porto franco dal 1732 e legata alle economie del Ponente. La presenza straniera era tale da far stabilire a Senigallia in occasione della fiera diverse rappresentanze diplomatiche, tra le quali quella austriaca, danese, prussiana, svedese, belga, francese, inglese e turca allo scopo di difendere gli interessi dei commercianti delle rispettive provenienze. L'area geografica interessata alla Fiera di Senigallia raggiungeva le coste mediterranee dell'Asia Minore, come testimoniano ancora oggi i nomi delle vie nel quartiere Porto (via Cattaro, Siria, Samo, Corinto, Corfù, Smirne, Rodi), dove i mercanti provenienti dal Levante affittavano magazzini e gli spazi per esporre le loro merci. Il crescente afflusso di mercanti e visitatori alla fiera di Senigallia durante il Settecento innesca una profonda trasformazione urbanistica, che porterà Senigallia a cambiare completamente la propria fisionomia, in quella che nelle fonti viene chiamata "l'Ampliazione" della città. Gli spazi per l'esposizione delle merci, per i magazzini e per gli alloggi diventano ben presto insufficienti e per porvi rimedio a metà del secolo vengono demolite le mura che separavano la città dal fiume Misa e al loro posto si costruiscono i Portici Ercolani, ad uso dei mercanti nel periodo della fiera. Sempre per rispondere alle crescenti esigenze della fiera, nella seconda metà del Settecento si progetta il raddoppio della superficie urbana in direzione sud-ovest, verso l'area dei prati della Maddalena, oltre l'attuale via Pisacane, con la costruzione del nuovo Episcopio. Il successo della fiera di Senigallia nel Settecento è testimoniato dalla grande fama che il convegno commerciale raggiunge in questo secolo: diverse opere letterarie ne parlano, tanto che Carlo Goldoni nel 1760 vi ambienta un dramma giocoso in musica intitolato appunto La fiera di Sinigaglia e numerosi sono gli autori e i personaggi illustri che la visitano, come Montesquieu e Johann Kaspar Goethe, il padre del poeta Johann Wolfgang. Un riflesso di questa fama sopravvive ancora oggi, nel nome dello storico mercato delle pulci che si svolge settimanalmente a Milano col nome appunto di Fiera di Sinigallia.
Dopo gli anni difficili del periodo napoleonico, l'economia della Fiera di Senigallia sembra riprendersi ma nel corso dell'Ottocento la tendenza al declino diventa sempre più evidente. La geografia del convegno commerciale in questo secolo testimonia soprattutto l'affermazione di Trieste come potenza egemone in Adriatico, con un massiccio apporto dei commercianti provenienti dall'Impero, mentre scompaiono i commercianti provenienti dal Levante, che avevano fatto la fortuna della fiera nel secolo precedente. La riduzione degli scambi alla Fiera di Senigallia si fa sempre più netta nel corso dell'Ottocento, fino alla definitiva abolizione della franchigia decretata nel 1869 dal governo unitario nazionale che segna la fine della sua storia.